# Will Hutchins
Pour les articles homonymes, voir Hutchins.
Marshall Lowell Hutchason, dit Will Hutchins — né le 5 mai 1930 à Los Angeles (Californie) et mort le 21 avril 2025 à Manhasset (État de New York) — est un acteur américain.

## Biographie

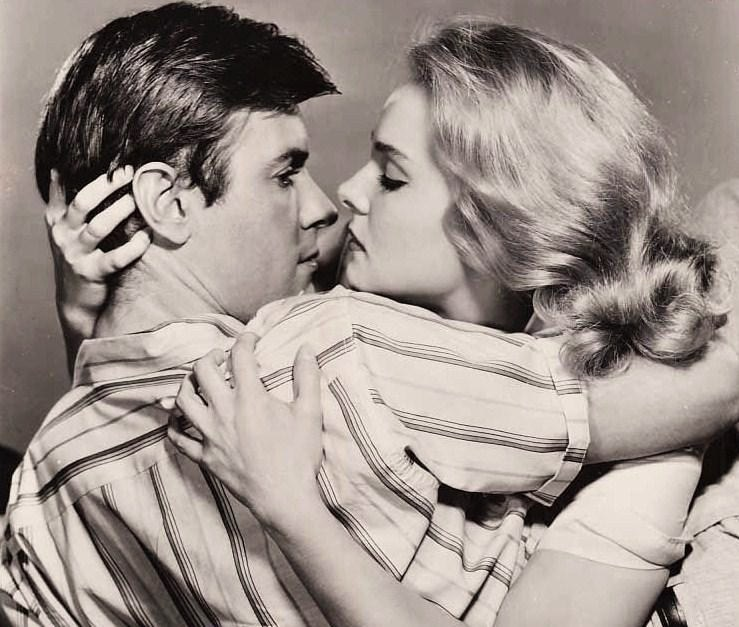
Avec Diane McBain, dans Claudelle Inglish (1961).

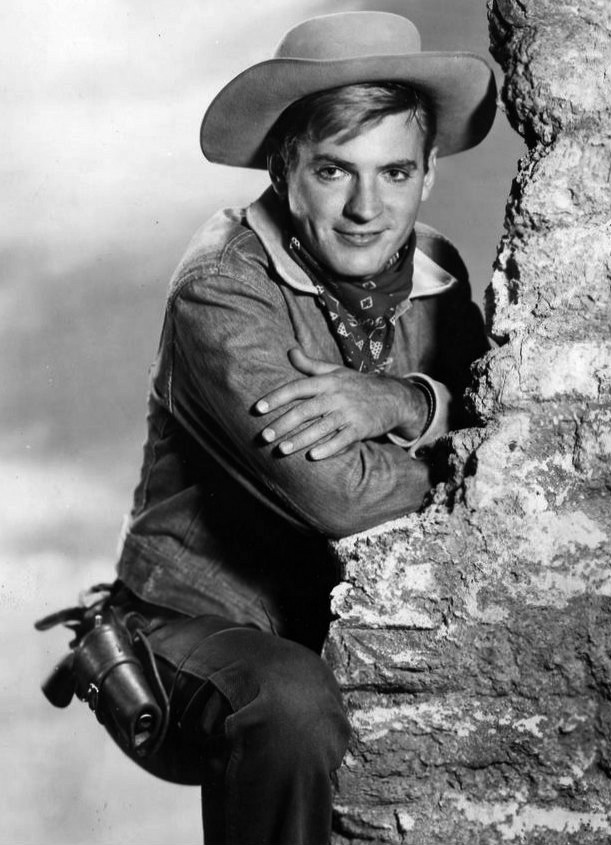
Série-western Sugarfoot : rôle-titre (photo promotionnelle, 1958).

Au cinéma, Will Hutchins apparaît dans seize films américains, depuis Bombardier B-52 de Gordon Douglas (1957, avec Natalie Wood et Karl Malden) jusqu'à Les Meilleurs Amis de Galt Niederhoffer (2010, avec Katie Holmes et Anna Paquin).
Entretemps, citons Deux Farfelus au régiment de Mervyn LeRoy (1958, avec Andy Griffith et Myron McCormick), Les maraudeurs attaquent de Samuel Fuller (1962, avec Jeff Chandler et Ty Hardin) et le western La Mort tragique de Leland Drum de Monte Hellman (1967, avec Jack Nicholson et Warren Oates).
Pour la télévision américaine, il se produit à partir de 1956 dans vingt-deux séries, sa plus notable étant Sugarfoot (soixante-neuf épisodes, 1957-1961) où il personnifie Tom « Sugarfoot » Brewster — rôle qu'il tient occasionnellement dans trois autres séries-westerns, dont Maverick, avec deux épisodes de 1960 —.
Mentionnons également Perry Mason (première et deuxième séries, deux épisodes, 1966-1973) et Sur la piste des Cheyennes, sa dernière série, à l'occasion de l'épisode-pilote diffusé en 1976.
S'ajoutent deux téléfilms diffusés respectivement en 1964 et 1973.
Au théâtre enfin, Will Hutchins joue une fois à Broadway (New York) en 1964-1965, dans la pièce à succès Never Too Late (en) de Sumner Arthur Long, aux côtés de Dennis O'Keefe et Martha Scott.
Pous sa contribution au western, un Golden Boot Award lui est décerné en 2002.
Will Hutchins meurt d'une insuffisance respiratoire à l'hôpital universitaire North Shore de Manhasset (État de New York) le 21 avril 2025 à l'âge de 94 ans.

## Filmographie partielle

### Cinéma
- 1957 : Bombardier B-52 (Bombers B-52) de Gordon Douglas : le navigateur Roberts
- 1958 : C'est la guerre (Lafayette Escadrille) de William A. Wellman : Dave Putman
- 1958 : Deux Farfelus au régiment (No Time for Sergeants) de Mervyn LeRoy : Lieutenant George Bridges
- 1961 : Claudelle Inglish de Gordon Douglas : Dennis Peasley
- 1962 : Les maraudeurs attaquent (Merrill's Marauders) de Samuel Fuller : Chowhound
- 1967 : La Mort tragique de Leland Drum (The Shooting) de Monte Hellman : Coley Boyard
- 1973 : Magnum Force de Ted Post : un policier
- 1976 : Plaisirs sexuels au pensionnat (Slumber Party '57) de William A. Levey : Harold Perkins
- 1981 : Roar de Noel Marshall : un membre du comité
- 1994 : Maverick de Richard Donner : un spectateur
- 2010 : Les Meilleurs Amis (The Romantics) de Galt Niederhoffer : le grand-père McDevon

### Télévision
(séries, sauf mention contraire)
- 1957-1961 : Sugarfoot, saisons 1 à 4, 69 épisodes (intégrale) : Tom « Sugarfoot » Brewster
- 1959 : 77 Sunset Strip, saison 2, épisode 3 Six Superior Skirts d'André de Toth : Emcee
- 1960 : Maverick, saison 4, épisode 2 Hadley's Hunters de Leslie H. Martinson et épisode 11 Bolt for the Blue de Robert Altman : Tom « Sugarfoot » Brewster
- 1961 : Cheyenne, saison 5, épisode 7 Duel at Judas Basin de Leslie Goodwins : Tom « Sugarfoot » Brewster
- 1963 : Gunsmoke ou Police des plaines (Gunsmoke ou Marshal Dillon), saison 8, épisode 24 Blind Man's Bluff de Ted Post : Billy Poe
- 1963 : Suspicion (The Alfred Hitchcock Hour), saison 1, épisode 24 Panique (The Star Juror) d'Herschel Daugherty : J. J. Fenton
- 1964 : Take Me to Your Leader de Bert I. Gordon (téléfilm) : rôle non spécifié
- 1966-1973 : Perry Mason
  - Première série, saison 9, épisode 20 The Case of the Scarlet Scandal (1966) de Jerry Hopper : Donald Hobart
  - Deuxième série (The New Perry Mason), saison unique, épisode 6 The Case of the Deadly Deeds (1973) d'Arthur Marks : Dan Haynes
- 1973 : The Horror at 37,000 Feet de David Lowell Rich (téléfilm) : Steve Holcomb
- 1974 : Chase, saison unique, épisode 18 Hot Beef d'Alan Crosland Jr. : Spain
- 1976 : Les Rues de San Francisco (The Streets of San Francisco), saison 4, épisode 20 le Clown de la mort (Clown of Death) de Virgil W. Vogel : Sparky
- 1976 : Sur la piste des Cheyennes (The Quest), saison unique, épisode 1 Sur la piste des Cheyennes (The Quest, épisode-pilote) de Lee H. Katzin : Earl

## Théâtre à Broadway
- 1964-1965 : Never Too Late (en) de Sumner Arthur Long (en), musique de scène de John Kander, mise en scène de George Abbott : Charlie.

## Distinction
- 2002 : Lauréat d'un Golden Boot Award.